# Шевченковский сельский совет (Чаплинский район)
Шевченковский сельский совет (укр. Шевченківська сільська рада) — входит в состав
Чаплинского района
Херсонской области
Украины.
Административный центр сельского совета находится в 
с. Шевченко
.

## История
- 1905 — дата образования.

## Населённые пункты совета
- с. Шевченко
- с. Маячинка
- с. Рогачинка